# Agia Paraskevi (Kalogeros)
Agia Paraskevi (griechisch Αγία Παρασκευή) ist eine Kapelle im Amari-Becken, einem fruchtbaren Tal im Regionalbezirk Rethymno auf der griechischen Insel Kreta. Sie steht als Einzelgebäude etwa 900 Meter entfernt von der nächsten Ansiedlung, dem Ort Kalogeros (Καλόγερος). Die kleine Kirche ist der Heiligen Paraskevi von Ikonion (auch Paraskeva Pjatnitza) geweiht, einer christlichen Märtyrerin, die im 2. Jahrhundert unter Kaiser Antoninus Pius oder im 3. Jahrhundert unter Kaiser Diokletian lebte und wegen ihres Glaubens enthauptet wurde.

## Lage
Die Kapelle Agia Paraskevi befindet sich ungefähr 21 Kilometer südöstlich der Präfekturhauptstadt Rethymno in der Mitte des Amari-Beckens (Αμάρι). Ihr Standort liegt in einer Niederung der Ebene Asomathianos Kambos, die nach dem ehemaligen Kloster Moni Asomaton einen Kilometer im Südosten von Agia Paraskevi benannt ist. Die kleine Kirche steht am Rand einer Feuchtwiese neben einer südlich angrenzenden Baumgruppe.
Nordöstlich oberhalb der Kapelle verläuft die Straße von Agia Fotini (Αγία Φωτεινή), dem Hauptort des Gemeindebezirks Syvritos, zu dem auch Agia Paraskevi gehört, nach Fourfouras (Φουρφουράς) im östlich angrenzenden Gemeindebezirk Kourites der Gemeinde (Δήμος Dimos) Amari. Der Gemeindebezirk Syvritos nimmt den westlichen Teil des Amari-Beckens ein, das durch den kleinen Fluss Platy (Πλατύ) mit seinen Nebenbächen bewässert wird. Die Entfernung der Kapelle nach Agia Fotini beträgt etwa 1,8 Kilometer. Nächstgelegene Ortschaften an der Straße sind Kalogeros (Καλόγερος) im Nordwesten und Vistagi (Βισταγή) im Osten.

## Beschreibung

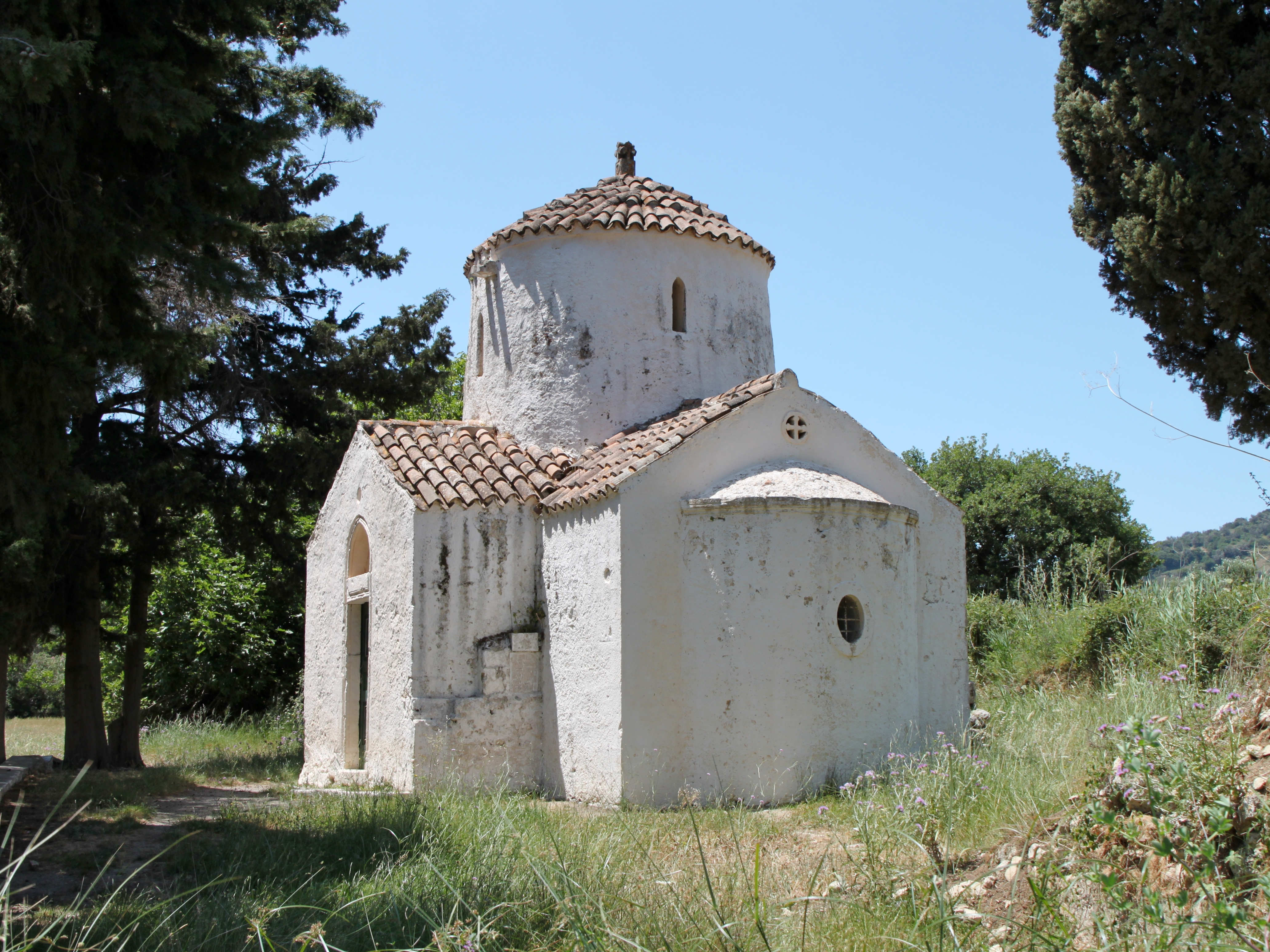
Südostansicht der Kapelle

Agia Paraskevi ist eine weiß getünchte kleine Kreuzkuppelkirche. Der Zentralbau auf dem Grundriss eines griechischen Kreuzes trägt eine mittels Tambour auf der Vierung aufgesetzte Kuppel in der Mitte des Bauwerks. Die Dächer der wahrscheinlich aus dem 13. Jahrhundert stammenden Kapelle sind mit roten Ziegeln der Art „Mönch und Nonne“ gedeckt. An der Fassade des südlichen Kreuzarms führt der zentrale Eingang in den Kirchenraum. Der nach Osten ausgerichtete Kreuzarm der Kapelle mit dem Altar besitzt eine auch im Außenbau erkennbare halbrunde Apsis. Eine hölzerne Ikonostase, die Abtrennung zum Altarraum, enthält vier eingelassene Ikonen. Auf der Ikone an der linken Seite ist die Heilige Paraskevi dargestellt.

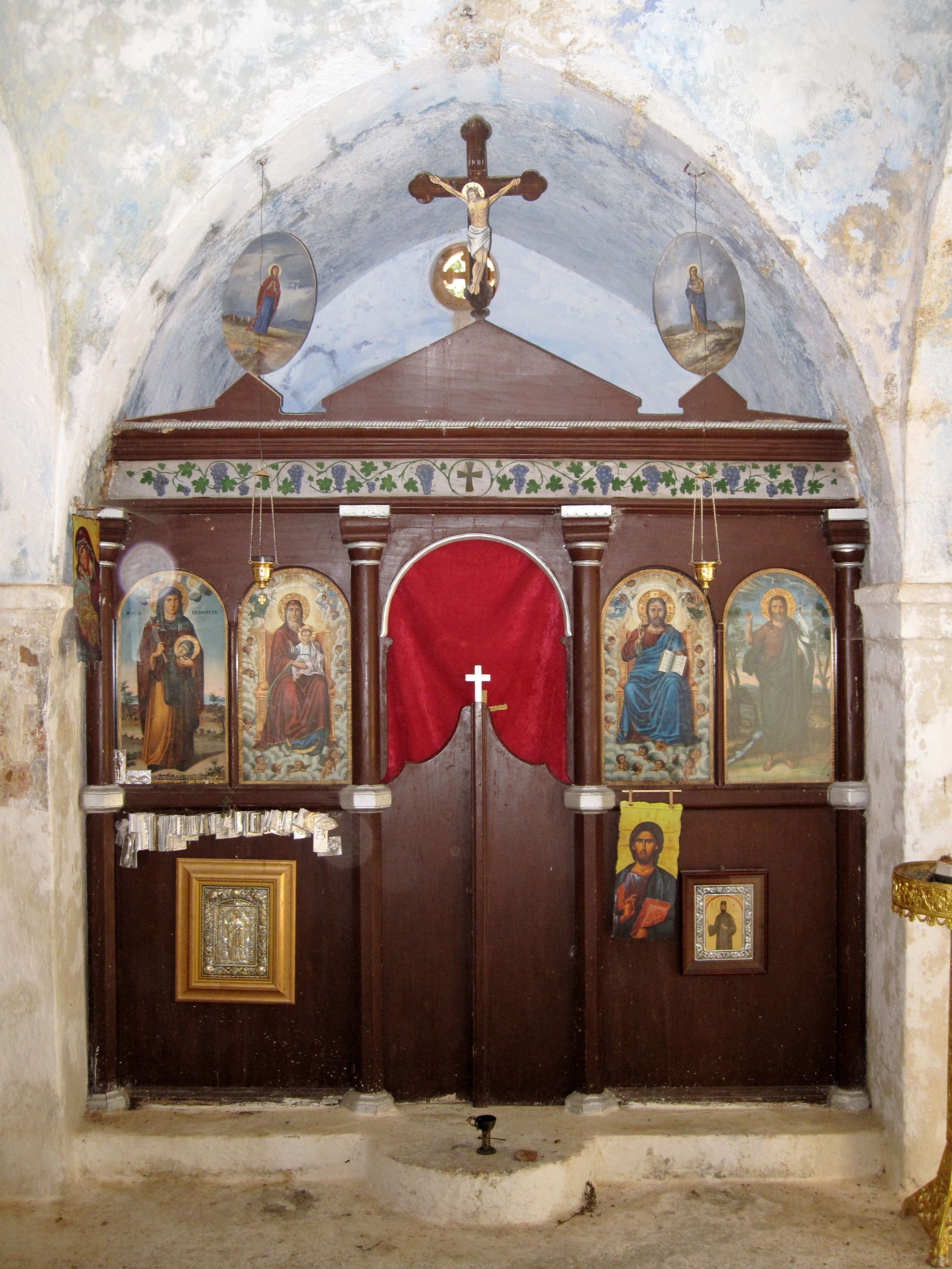
Ikonostase der Kapelle

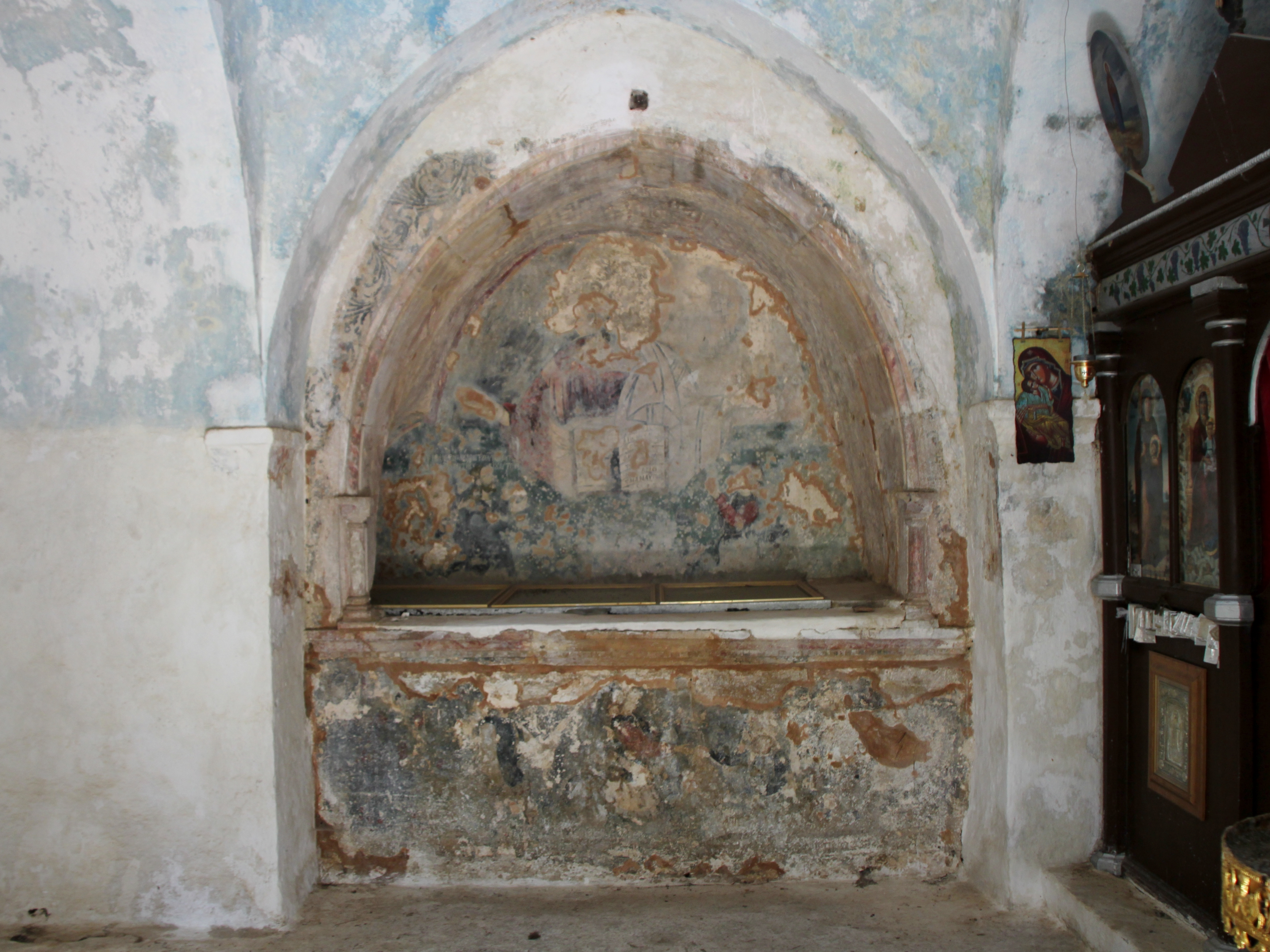
Mit einem Fresko dekoriertes Arkosolgrab

Der Steinfußboden im Innenraum ist naturbelassen, die Wände geweißt und das Gewölbe hellblau gestrichen. Dem Eingang gegenüber im nördlichen Querarm befindet sich ein Arkosolgrab. Das gemauerte Grab ist oben mit einer Glasplatte abgedeckt, durch die man ins Innere blicken kann.
An die Wand der Bogennische über dem Grab befindet sich ein heute schlecht erhaltenes Fresko aus der Mitte des 14. Jahrhunderts, das vier Personen bei der Anbetung einer Büste Jesu darstellt. Über den rechten beiden Figuren findet sich eine Inschrift: Deësis ton doulon tou theou Georgiou tou Chortatze ka tes symbios autou (‚Deësis des Dieners Gottes Georgios Chortatzes und seiner Frau‘). Welches Mitglied der bekannten kretischen Familie der Chortatzes damit gemeint ist, lässt sich nicht klären.
Die Kapelle Agia Paraskevi wurde 1888 restauriert. Ihre Fresken im Innenraum, der tagsüber der Öffentlichkeit zugänglich ist, sind in einem schlechten Erhaltungszustand.